# Seznam političnih afer v Sloveniji
Seznam političnih afer v Sloveniji.

## B
- afera Baričevič (2010)
- brniška orožarska afera (1992)

## C
- afera Celovec (1994)

## D
- afera Depala vas (1994)

## F
- afera Falcon

## H
- afera Hit
- afera Holmec (2006)

## I
- afera izbrisani (1992)

## L
- afera Ljubljanske Žale
- afera Ložnica

## M
- mariborska orožarska afera (1993)
- afera Mercator
- afera Miro Petek (2001)

## O
- afera Operacijske mize (2003)
- afera Oman
- afera Orion

## P
- afera Patria (Slovenija) (2006)
- afera plinske maske
- afera Popovič (2003)
- afera Postojnsko orožje (1999)

## R
- afera Rdeči križ
- afera Ruplova diplomatska akademija (2003)

## S
- afera Sava
- afera Sanader (2004)
- afera Sarajevo (1999)
- afera SIB
- afera Slovin (1991)
- afera Sovin črni fond (2017)

## T
- afera TEŠ 6

## U
- afera Udba.net

## V
- afera Vič-Holmec (1999)
- afera Vohunski kombi (1998)

## Ž
- afera Žilne opornice (2018)